# Fulcrand Suchet
Pour les articles homonymes, voir Suchet.
Fulcrand (ou Fulcran) Suchet est un homme politique français, né le 5 mai 1812 à Toulon, dans le département du Var, et mort le 24 mars 1883 dans la même ville.

## Biographie
Fulcrand Suchet naît le 5 mai 1812 à Toulon. Il est le fils de Jacques Thomas Suchet, marchand drapier originaire de Nice, et de son épouse, Marie Françoise Maurandy. 
Négociant et commissionnaire à Toulon, il est maire de la ville en 1848. Fulcrand Suchet est proche du républicanisme et du saint-simonisme. Il fréquente notamment Louis Jourdan et Prosper Enfantin. 
Il est député du Var en 1849, siégeant au groupe d'extrême gauche de la Montagne. Compromis dans la journée du 13 juin 1849, il est déchu de son mandat et condamné à cinq ans de détention par la haute cour de Versailles. Il purge sa peine à Belle-Ile-en-Mer. 
Il revient à la vie politique en 1862, en remportant les élections du Conseil général dans le canton de Toulon-Est contre Henri Dupuy de Lôme, avec 1953 voix contre 1303 en faveur de son adversaire (sur 3262 votants). 
Il meurt le 24 mars 1884 à Toulon.